# NASCAR Sprint Cup 2015
Der NASCAR Sprint Cup 2015 begann am 22. Februar mit dem Daytona 500. Der Chase for the Sprint Cup fing am 20. September 2015 mit dem MyAFibRisk.com 400 an. Die Saison endete am 22. November mit dem Ford EcoBoost 400.

## Rennkalender
Alle Rennen finden in den Vereinigten Staaten statt. Die Rennen in Sonoma und Watkins Glen sind die einzigen, die nicht auf Ovalkursen stattfinden.
| Nr.                      | Datum         | Rennen (Ort)                                                           | Sieger                         | Zweiter                        | Dritter                        | Pole-Position                  | Meiste Führungsrunden          | Gesamtführender            |
| ------------------------ | ------------- | ---------------------------------------------------------------------- | ------------------------------ | ------------------------------ | ------------------------------ | ------------------------------ | ------------------------------ | -------------------------- |
| 01                       | 22. Februar   | Daytona 500 (Daytona Beach)                                            | Joey Logano (Ford)             | Kevin Harvick (Chevrolet)      | Dale Earnhardt Jr. (Chevrolet) | Jeff Gordon (Chevrolet)        | Jeff Gordon (Chevrolet)        | Joey Logano (Ford)         |
| 02                       | 01. März      | Folds of Honor QuikTrip 500 (Hampton)                                  | Jimmie Johnson (Chevrolet)     | Kevin Harvick (Chevrolet)      | Dale Earnhardt Jr. (Chevrolet) | Joey Logano (Ford)             | Kevin Harvick (Chevrolet)      | Joey Logano (Ford)         |
| 03                       | 08. März      | Kobalt Tools 400 (Las Vegas)                                           | Kevin Harvick (Chevrolet)      | Martin Truex Jr. (Chevrolet)   | Ryan Newman (Chevrolet)        | Jeff Gordon (Chevrolet)        | Kevin Harvick (Chevrolet)      | Kevin Harvick (Chevrolet)  |
| 04                       | 15. März      | CampingWorld.com 500 (Phoenix)                                         | Kevin Harvick (Chevrolet)      | Jamie McMurray (Chevrolet)     | Ryan Newman (Chevrolet)        | Kevin Harvick (Chevrolet)      | Kevin Harvick (Chevrolet)      | Kevin Harvick (Chevrolet)  |
| 05                       | 22. März      | Auto Club 400 (Fontana)                                                | Brad Keselowski (Ford)         | Kevin Harvick (Chevrolet)      | Kurt Busch (Chevrolet)         | Kurt Busch (Chevrolet)         | Kurt Busch (Chevrolet)         | Kevin Harvick (Chevrolet)  |
| 06                       | 29. März      | STP 500 (Martinsville)                                                 | Denny Hamlin (Toyota)          | Brad Keselowski (Ford)         | Joey Logano (Ford)             | Joey Logano (Ford)             | Kevin Harvick (Chevrolet)      | Kevin Harvick (Chevrolet)  |
| 07                       | 11. April     | Duck Commander 500 (Fort Worth)                                        | Jimmie Johnson (Chevrolet)     | Kevin Harvick (Chevrolet)      | Dale Earnhardt Jr. (Chevrolet) | Kurt Busch (Chevrolet)         | Jimmie Johnson (Chevrolet)     | Kevin Harvick (Chevrolet)  |
| 08                       | 19. April     | Food City 500 (Bristol)                                                | Matt Kenseth (Chevrolet)       | Jimmie Johnson (Chevrolet)     | Jeff Gordon (Chevrolet)        | Matt Kenseth (Toyota)          | Kevin Harvick (Chevrolet)      | Kevin Harvick (Chevrolet)  |
| 09                       | 25. April     | Toyota Owners 400 (Richmond)                                           | Kurt Busch (Chevrolet)         | Kevin Harvick (Chevrolet)      | Jimmie Johnson (Chevrolet)     | Joey Logano (Ford)             | Kurt Busch (Chevrolet)         | Kevin Harvick (Chevrolet)  |
| 10                       | 03. Mai       | GEICO 500 (Talladega)                                                  | Dale Earnhardt Jr. (Chevrolet) | Jimmie Johnson (Chevrolet)     | Paul Menard(Chevrolet)         | Jeff Gordon (Chevrolet)        | Dale Earnhardt Jr. (Chevrolet) | Kevin Harvick (Chevrolet)  |
| 11                       | 09. Mai       | Spongebob Squarepants 400 (Kansas City)                                | Jimmie Johnson (Chevrolet)     | Kevin Harvick (Chevrolet)      | Dale Earnhardt Jr. (Chevrolet) | Joey Logano (Ford)             | Martin Truex Jr. (Chevrolet)   | Kevin Harvick (Chevrolet)  |
| 12                       | 24. Mai       | Coca-Cola 600 (Concord)                                                | Carl Edwards (Toyota)          | Greg Biffle (Ford)             | Dale Earnhardt Jr. (Chevrolet) | Matt Kenseth (Toyota)          | Martin Truex Jr. (Chevrolet)   | Kevin Harvick (Chevrolet)  |
| 13                       | 31. Mai       | FedEx 400 benefiting Autism Speaks (Dover)                             | Jimmie Johnson (Chevrolet)     | Kevin Harvick (Chevrolet)      | Kyle Larson (Chevrolet)        | Denny Hamlin (Toyota)          | Martin Truex Jr. (Chevrolet)   | Kevin Harvick (Chevrolet)  |
| 14                       | 07. Juni      | Axalta 'We paint winners' 400 (Long Pond)                              | Martin Truex Jr. (Chevrolet)   | Kevin Harvick (Chevrolet)      | Jimmie Johnson (Chevrolet)     | Kurt Busch (Chevrolet)         | Martin Truex Jr. (Chevrolet)   | Kevin Harvick (Chevrolet)  |
| 15                       | 14. Juni      | Quicken Loans 400 (Brooklyn)                                           | Kurt Busch (Chevrolet)         | Dale Earnhardt Jr. (Chevrolet) | Martin Truex Jr. (Chevrolet)   | Kevin Harvick (Chevrolet)      | Kasey Kahne (Chevrolet)        | Kevin Harvick (Chevrolet)  |
| 16                       | 28. Juni      | Toyota/Save Mart 350 (Sonoma)                                          | Kyle Busch (Toyota)            | Kurt Busch (Chevrolet)         | Clint Bowyer (Toyota)          | A. J. Allmendinger (Chevrolet) | Jimmie Johnson (Chevrolet)     | Kevin Harvick (Chevrolet)  |
| 17                       | 05. Juli      | Coke Zero 400 powered by Coca-Cola (Daytona Beach)                     | Dale Earnhardt Jr. (Chevrolet) | Jimmie Johnson (Chevrolet)     | Denny Hamlin (Toyota)          | Dale Earnhardt Jr. (Chevrolet) | Dale Earnhardt Jr. (Chevrolet) | Kevin Harvick (Chevrolet)  |
| 18                       | 11. Juli      | Quaker State 400 presented by Advance Auto Parts (Sparta)              | Kyle Busch (Toyota)            | Joey Logano (Ford)             | Denny Hamlin (Toyota)          | Kyle Larson (Chevrolet)        | Kyle Busch (Toyota)            | Kevin Harvick (Chevrolet)  |
| 19                       | 19. Juli      | 5-hour Energy 301 (Loudon)                                             | Kyle Busch (Toyota)            | Brad Keselowski (Ford)         | Kevin Harvick (Chevrolet)      | Carl Edwards (Toyota)          | Brad Keselowski (Ford)         | Kevin Harvick (Chevrolet)  |
| 20                       | 26. Juli      | Crown Royal presents the Jeff Kyle 400 at the Brickyard (Indianapolis) | Kyle Busch (Toyota)            | Joey Logano (Ford)             | Kevin Harvick (Chevrolet)      | Carl Edwards (Toyota)          | Kevin Harvick (Chevrolet)      | Kevin Harvick (Chevrolet)  |
| 21                       | 02. August    | Windows 10 400 (Long Pond)                                             | Matt Kenseth (Toyota)          | Brad Keselowski (Ford)         | Jeff Gordon (Chevrolet)        | Kyle Busch (Toyota)            | Kyle Busch (Toyota)            | Kevin Harvick (Chevrolet)  |
| 22                       | 09. August    | Cheez-It 355 at The Glen (Watkins Glen)                                | Joey Logano (Ford)             | Kyle Busch (Toyota)            | Kevin Harvick (Chevrolet)      | A. J. Allmendinger (Chevrolet) | Kevin Harvick (Chevrolet)      | Kevin Harvick (Chevrolet)  |
| 23                       | 16. August    | Pure Michigan 400 (Brooklyn)                                           | Matt Kenseth (Toyota)          | Kevin Harvick (Chevrolet)      | Martin Truex Jr. (Chevrolet)   | Matt Kenseth (Toyota)          | Matt Kenseth (Toyota)          | Kevin Harvick (Chevrolet)  |
| 24                       | 22. August    | IRWIN Tools Night Race (Bristol)                                       | Joey Logano (Ford)             | Kevin Harvick (Chevrolet)      | Denny Hamlin (Toyota)          | Denny Hamlin (Toyota)          | Kyle Busch (Toyota)            | Kevin Harvick (Chevrolet)  |
| 25                       | 06. September | Bojangles’ Southern 500 (Darlington)                                   | Carl Edwards (Toyota)          | Brad Keselowski (Ford)         | Denny Hamlin (Toyota)          | Brad Keselowski (Ford)         | Brad Keselowski (Ford)         | Kevin Harvick (Chevrolet)  |
| 26                       | 12. September | Federated Auto Parts 400 (Richmond)                                    | Matt Kenseth (Toyota)          | Kyle Busch (Toyota)            | Joey Logano (Ford)             | Joey Logano (Ford)             | Matt Kenseth (Toyota)          | Jimmie Johnson (Chevrolet) |
| Chase for the Sprint Cup |               |                                                                        |                                |                                |                                |                                |                                |                            |
| Challenger Round         |               |                                                                        |                                |                                |                                |                                |                                |                            |
| 27                       | 20. September | MyAFibRisk.com 400 (Joliet)                                            | Denny Hamlin (Toyota)          | Carl Edwards (Ford)            | Kurt Busch (Chevrolet)         | Kevin Harvick (Chevrolet)      | Kyle Busch (Toyota)            | Matt Kenseth (Toyota)      |
| 28                       | 27. September | Sylvania 300 (Loudon)                                                  | Matt Kenseth (Toyota)          | Denny Hamlin (Toyota)          | Joey Logano (Ford)             | Carl Edwards (Toyota)          | Kevin Harvick (Chevrolet)      | Matt Kenseth (Toyota)      |
| 29                       | 04. Oktober   | AAA 400 (Dover)                                                        | Kevin Harvick (Chevrolet)      | Kyle Busch (Toyota)            | Dale Earnhardt Jr. (Chevrolet) | Matt Kenseth (Toyota)          | Kevin Harvick (Chevrolet)      | Matt Kenseth (Toyota)      |
| Contender Round          |               |                                                                        |                                |                                |                                |                                |                                |                            |
| 30                       | 10. Oktober   | Bank of America 500 (Concord)                                          | Joey Logano (Ford)             | Kevin Harvick (Chevrolet)      | Martin Truex Jr. (Chevrolet)   | Matt Kenseth (Toyota)          | Joey Logano (Ford)             | Joey Logano (Ford)         |
| 31                       | 18. Oktober   | Hollywood Casino 400 (Kansas City)                                     | Joey Logano (Ford)             | Denny Hamlin (Toyota)          | Jimmie Johnson (Chevrolet)     | Brad Keselowski (Ford)         | Matt Kenseth (Toyota)          | Joey Logano (Ford)         |
| 32                       | 25. Oktober   | CampingWorld.com 500 (Talladega)                                       | Joey Logano (Ford)             | Dale Earnhardt Jr. (Chevrolet) | Jeff Gordon (Chevrolet)        | Jeff Gordon (Chevrolet)        | Dale Earnhardt Jr. (Chevrolet) | Joey Logano (Ford)         |
| Eliminator Round         |               |                                                                        |                                |                                |                                |                                |                                |                            |
| 33                       | 01. November  | Goody's Headache Relief Shot 500 (Martinsville)                        | Jeff Gordon (Chevrolet)        | Jamie McMurray (Chevrolet)     | Denny Hamlin (Toyota)          | Joey Logano (Ford)             | Kevin Harvick (Chevrolet)      | Jeff Gordon (Chevrolet)    |
| 34                       | 08. November  | AAA Texas 500 (Fort Worth)                                             | Jimmie Johnson (Chevrolet)     | Brad Keselowski (Ford)         | Kevin Harvick (Chevrolet)      | Brad Keselowski (Ford)         | Brad Keselowski (Ford)         | Jeff Gordon (Chevrolet)    |
| 35                       | 15. November  | Quicken Loans Race for Heroes 500 (Phoenix)                            | Dale Earnhardt Jr. (Chevrolet) | Kevin Harvick (Chevrolet)      | Joey Logano (Ford)             | Jimmie Johnson (Chevrolet)     | Kevin Harvick (Chevrolet)      | Kevin Harvick (Chevrolet)  |
| Championship Round       |               |                                                                        |                                |                                |                                |                                |                                |                            |
| 36                       | 22. November  | Ford EcoBoost 400 (Homestead)                                          | Kyle Busch (Toyota)            | Kevin Harvick (Chevrolet)      | Brad Keselowski (Ford)         | Denny Hamlin (Toyota)          | Brad Keselowski (Ford)         | Kyle Busch (Toyota)        |

Anmerkungen
| Hintergrundfarbe | Bedeutung                    |
| ---------------- | ---------------------------- |
|                  | Rennen auf einem Ovalkurs    |
|                  | Rennen auf einem Straßenkurs |

## Gesamtwertung

### Fahrerwertung
Stand: Nach 36 von 36 Rennen
| Pos. | Fahrer              | Punkte |
| ---- | ------------------- | ------ |
| 01.  | Kyle Busch          | 5043   |
| 02.  | Kevin Harvick       | 5042   |
| 03.  | Jeff Gordon         | 5038   |
| 04.  | Martin Truex Jr.    | 5032   |
| 05.  | Carl Edwards        | 2334   |
| 06.  | Joey Logano         | 2319   |
| 07.  | Dale Earnhardt Jr.  | 2306   |
| 08.  | Brad Keselowski     | 2304   |
| 09.  | Kurt Busch          | 2297   |
| 10.  | Denny Hamlin        | 2293   |
| 11.  | Ryan Newman         | 2286   |
| 12.  | Jimmie Johnson      | 2280   |
| 13.  | Jamie McMurray      | 2264   |
| 14.  | Paul Menard         | 2239   |
| 15.  | Matt Kenseth (1)    | 2197   |
| 16.  | Clint Bowyer        | 2174   |
| 17.  | Aric Almirola       | 937    |
| 18.  | Kasey Kahne         | 914    |
| 19.  | Greg Biffle         | 840    |
| 20.  | Kyle Larson         | 832    |
| 21.  | Austin Dillon       | 802    |
| 22.  | Casey Mears         | 752    |
| 23.  | A.J. Allmendinger   | 734    |
| 24.  | Danica Patrick      | 696    |
| 25.  | Ricky Stenhouse Jr. | 690    |
| 26.  | Sam Hornish Jr.     | 690    |
| 27.  | David Ragan         | 684    |
| 28.  | Tony Stewart        | 680    |
| 29.  | Trevor Bayne        | 629    |
| 30.  | Justin Allgaier     | 580    |
| 31.  | Cole Whitt          | 537    |
| 32.  | David Gilliland     | 521    |
| 33.  | Alex Bowman         | 419    |
| 34.  | Brett Moffitt       | 409    |
| 35.  | Matt DiBenedetto    | 392    |
| 36.  | Michael Annett      | 384    |
| 37.  | Josh Wise           | 249    |
| 38.  | Jeb Burton          | 216    |
| 39.  | Michael McDowell    | 202    |
| 40.  | Alex Kennedy        | 120    |
| 41.  | Reed Sorenson       | 74     |
| 42.  | Bobby Labonte       | 60     |
| 43.  | Michael Waltrip     | 58     |
| 44.  | Brian Vickers       | 32     |
| 45.  | Ryan Preece         | 29     |
| 46.  | Will Kimmel         | 11     |
| 47.  | Mike Wallace        | 8      |
| 48.  | Eddie MacDonald     | 7      |
| 49.  | T. J. Bell          | 7      |
| 50.  | Ryan Ellis          | 4      |
| 51.  | Kyle Fowler         | 3      |
| 52.  | Ron Hornaday Jr.    | 2      |
| 53.  | Tanner Berryhill    | 0      |

| Hintergrundfarbe | Bedeutung                                             |
| ---------------- | ----------------------------------------------------- |
|                  | Aktueller Chase-Teilnehmer                            |
|                  | Nach der Challenger Round aus dem Chase ausgeschieden |
|                  | Nach der Contender Round aus dem Chase ausgeschieden  |
|                  | Nach der Eliminator Round aus dem Chase ausgeschieden |

### Herstellerwertung
Stand: Nach 36 von 36 Rennen
| Pos. | Hersteller | Siege | Punkte |
| ---- | ---------- | ----- | ------ |
| 1.   | Chevrolet  | 15    | 1584   |
| 2.   | Toyota     | 14    | 1516   |
| 3.   | Ford       | 7     | 1498   |

### Rookie-Wertung
Stand: Nach 36 von 36 Rennen
| Pos. | Fahrer           | Punkte |
| ---- | ---------------- | ------ |
| 1.   | Brett Moffitt    | 348    |
| 2.   | Matt DiBenedetto | 343    |
| 3.   | Jeb Burton       | 343    |
| 4.   | Alex Kennedy     | 255    |

## Chase for the Sprint Cup
Der Chase for the Sprint Cup besteht aus 10 Rennen und unterteilt sich in 4 Runden.
An der ersten Runde, der Challenger Round, nehmen insgesamt 16 Fahrer teil. Die Challenger Round findet auf folgenden Strecken statt:

20. September 2015 * Chicagoland Speedway * Joliet, Illinois

27. September 2015 * New Hampshire Motor Speedway * Loudon, New Hampshire

4. Oktober 2015 * Dover International Speedway * Dover, Delaware
An der zweiten Runde, der Contender Round, nehmen die 12 besten Fahrer aus den ersten Chase-Runde teil. Die Contender Round findet auf folgenden Strecken statt:

10. Oktober 2015 * Charlotte Motor Speedway * Concord, North Carolina

18. Oktober 2015 * Kansas Speedway * Kansas City, Kansas

25. Oktober 2015 * Talladega Superspeedway * Talladega, Alabama
An der dritten Runde, der Eliminator Round, nehmen die 8 besten Fahrer aus den zweiten Chase-Runde teil. Die Eliminator Round findet auf folgenden Strecken statt:

1. November 2015 * Martinsville Speedway * Martinsville, Virginia

8. November 2015 * Texas Motor Speedway * Fort Worth, Texas

15. November 2015 * Phoenix International Raceway * Avondale, Arizona
An der vierten Runde, der Championship Round, nehmen die 4 besten Fahrer aus den dritten Chase-Runde teil. Die vierte Runde besteht aus einem Rennen. Der Fahrer mit der 
besten Platzierung in diesem Rennen ist der NASCAR Sprint Cup Champion. Die Championship Round findet auf der folgenden Strecke statt:

22. November 2015 * Homestead-Miami Speedway * Homestead, Florida
| Chase for the Sprint Cup |                    |                  |                    |                          |
| Challenger Round         | Contender Round    | Eliminator Round | Championship Round | Sprint Cup Champion 2015 |
| Jimmie Johnson           |                    |                  |                    |                          |
| Kyle Busch               |                    |                  |                    |                          |
| Matt Kenseth             | Matt Kenseth       |                  |                    |                          |
| Joey Logano              | Joey Logano        |                  |                    |                          |
| Kevin Harvick            | Denny Hamlin       | Joey Logano      |                    |                          |
| Dale Earnhardt Jr.       | Carl Edwards       | Carl Edwards     |                    |                          |
| Kurt Busch               | Martin Truex Jr.   | Jeff Gordon      | Kevin Harvick      |                          |
| Carl Edwards             | Kurt Busch         | Kurt Busch       | Jeff Gordon        | Kyle Busch               |
| Brad Keselowski          | Jeff Gordon        | Brad Keselowski  | Kyle Busch         | Kyle Busch               |
| Martin Truex Jr.         | Brad Keselowski    | Martin Truex Jr. | Martin Truex Jr.   |                          |
| Denny Hamlin             | Kyle Busch         | Kevin Harvick    |                    |                          |
| Jamie McMurray           | Ryan Newman        | Kyle Busch       |                    |                          |
| Jeff Gordon              | Dale Earnhardt Jr. |                  |                    |                          |
| Ryan Newman              | Kevin Harvick      |                  |                    |                          |
| Paul Menard              |                    |                  |                    |                          |
| Clint Bowyer             |                    |                  |                    |                          |